# The twenty seven club
The twenty seven club is een studioalbum van Magenta uit 2013. Opnamen vonden plaats in een periode van vier jaar van 2009 tot 2013. De band heeft in de Big Studios een eigen opnamestudio in Zuid Wales, het drumstel werd opgenomen in de Rockfield Studios in Monmouth. Bij het “personeel” wordt de drummer dan ook apart aangegeven. De titel verwijst naar de 27 club, zonder de betreffende artiesten te noemen, maar te omschrijven waar deze artiesten aan ten onder gingen. Na het album en bijbehorende optreden werd het stil rond Magenta; Reed kreeg een schrijversblok, Booth werd ernstig ziek.

## Musici
- Robert Reed – basgitaar, toetsinstrumenten, gitaar, mandoline, blokfluit, achtergrondzang
- Christina Booth – zang
- Chris Fry – gitaar
- Andy Edwards – drumstel

## Muziek
| Nr. | Titel                                                                | Duur  |
| --- | -------------------------------------------------------------------- | ----- |
| 1.  | The lizard king (Muziek: Robert Reed; tekst: Steven Reed)            | 12:00 |
| 2.  | Ladyland blues (Muziek: Robert Reed; tekst: Steven Reed)             | 10:45 |
| 3.  | Pearl (Muziek: Robert Reed; tekst: Steven Reed)                      | 8:16  |
| 4.  | Stoned (Muziek: Robert Reed; tekst: Steven Reed)                     | 11:24 |
| 5.  | The gift (Muziek: Robert Reed; tekst: Steven Reed)                   | 6:59  |
| 6.  | The devil at the crossroad (Muziek: Robert Reed; tekst: Steven Reed) | 14:45 |

The lizard king handelt over Jim Morrison van The Doors, Ladyland blues over Jimi Hendrix met album Electric Ladyland, Pearl verwijst naar het laatste studioalbum van Janis Joplin, The gift handelt over Kurt Cobain en The devil over Robert Johnson, die bezeten zou zijn van de duivel.